# Byrsonima eugeniifolia
Byrsonima eugeniifolia är en tvåhjärtbladig växtart som beskrevs av Noel Yvri Sandwith. Byrsonima eugeniifolia ingår i släktet Byrsonima och familjen Malpighiaceae. Inga underarter finns listade i Catalogue of Life.